# Tabea Waßmuth
Tabea Waßmuth (født 25. august 1998) er en kvindelig tysk fodboldspiller, der spiller angreb for VfL Wolfsburg i 1. Frauen-Bundesliga og Tysklands kvindefodboldlandshold. 
Hun blev første gang udtaget til det tyske A-landshold i 2020 af landstræner Martina Voss-Tecklenburg, til en EM-kvalifikationskamp mod Montenegro, den 22. september. Hun blev efterfølgende udtaget til EM i kvindefodbold 2022 i England.

## Landsholdsstatistik
| #  | Dato               | Lokation              | Modstander | Score | Resultat | Turnering               |
| -- | ------------------ | --------------------- | ---------- | ----- | -------- | ----------------------- |
| 1  | 1. december 2020   | Tallaght, Irland      | Irland     | 2–0   | 3–0      | EM-kvalifikationen 2022 |
| 2  | 1. december 2020   | Tallaght, Irland      | Irland     | 3–0   | 3–0      | EM-kvalifikationen 2022 |
| 3  | 18. september 2021 | Cottbus, Tyskland     | Bulgarien  | 6–0   | 7–0      | VM-kvalifikationen 2023 |
| 4  | 26. oktober 2021   | Essen, Tyskland       | Israel     | 6–0   | 7–0      | VM-kvalifikationen 2023 |
| 5. | 12. april 2022     | Stara Pazova, Serbien | Serbien    | 2–3   | 2–3      | VM-kvalifikationen 2023 |